# Elimination Chamber 2014
De Elimination Chamber 2014 was een pay-per-viewevenement in het professioneel worstelen dat geproduceerd werd door de WWE. Dit evenement was de 5de editie van Elimination Chamber en vond plaats in de Target Center in Minneapolis op 23 februari 2014.

## Achtergrond
Tijdens de Raw-aflevering op 27 januari 2014, werd er een kwalificatiewedstrijd georganiseerd voor dit evenement. Het trio John Cena, Sheamus en Daniel Bryan wonnen de wedstrijd van The Shield (Seth Rollins, Dean Ambrose & Roman Reigns) en kwalificeerden zich voor de Elimination Chamber match tegen de regerend WWE World Heavyweight Champion Randy Orton.
Tijdens de SmackDown-aflevering op 31 januari 2014, werd er twee kwalificatiewedstrijden voor de twee resterende plaatsen voor de Elimination Chamber match georganiseerd voor dit evenement. De eerste ging tussen Dolph Ziggler en Antonio Cesaro en de tweede ging tussen Jack Swagger en Christian. Antonio Cesaro en Christian wonnen hun wedstrijd en kwalificeerden zich voor de Elimination Chamber match.

## Matchen
| Nr.                                                                          | Match | Winnaar(s)                          |
| ---------------------------------------------------------------------------- | --- | ----------------------------------- |
| KO                                                                           | Cody Rhodes & Goldust vs. Ryback & Curtis Axel in een tag team match | Cody Rhodes & Goldust               |
| 1                                                                            | Big E (c) vs. Jack Swagger in een een-op-eenmatch voor het WWE Intercontinental Championship                                                                             | Big E (c)                           |
| 2                                                                            | New Age Outlaws (c) vs. The Usos in een tag team match voor het WWE Tag Team Championship                                                                                | New Age Outlaws (c)                 |
| 3                                                                            | Darren Young vs. Titus O'Neill in een een-op-eenmatch | Titus O'Neill                       |
| 4                                                                            | The Shield vs. The Wyatt Family in een 6-man tag team match | The Wyatt Family                    |
| 5                                                                            | AJ Lee (c) vs. Cameron in een een-op-eenmatch voor het WWE Divas Championship                                                                                            | Cameron; diskwalificatie AJ Lee (c) |
| 6                                                                            | Batista vs. Alberto Del Rio in een een-op-eenmatch | Batista                             |
| 1                                                                            | Randy Orton (c) vs. John Cena vs. Sheamus vs. Daniel Bryan vs. Antonio Cesaro vs. Christian in een Elimination Chamber match voor het WWE World Heavyweight Championship | Randy Orton (c)                     |
| (c) huidige kampioen voor en na de match \| (nc) nieuwe kampioen na de match | |                                     |

### Elimination Chamber match
| Geëlimineerd | Worstelaar     | Nr. | Geëlimineerd door |
| ------------ | -------------- | --- | ----------------- |
| 1            | Sheamus        | 2   | Christian         |
| 2            | Christian      | 4   | Daniel Bryan      |
| 3            | Antonio Cesaro | 1   | John Cena         |
| 4            | John Cena      | 5   | Randy Orton       |
| 5            | Daniel Bryan   | 3   | Randy Orton       |
| Winnaar      | Randy Orton    | 6   | /                 |

## Trivia
- In een Elimination Chamber match kunnen er exact zes worstelaars deelnemen aan de wedstrijd.